# Vagn Rasmussen
Vagn Rasmussen (25. november 1914-?) var en dansk kontorist og atlet som var medlem af Horsens fS. Han vandt fire danske mesterskaber i sprint og satte med tiden 10,6 dansk rekord på 100 meter i 1937.
Han vandt to individelle sejre på 100 og 200 meter samt stafetten i landskampene 1937 mod Norge. Deltog året efter i landskampene mod Norge og Tyskland samt landskampen i Stockholm mos Sverige i 1943. Han stoppede karrieren i 1944.

## Danske mesterskaber
- Guld 1942 100 meter 11,0
- Sølv 1942 200 meter 22,6
- Sølv 1941 200 meter 23,2
- Bronze 1939 100 meter 11,1
- Sølv 1938 100 meter 10,8
- Sølv 1938 200 meter 22,6
- Guld 1937 100 meter 11,0
- Guld 1937 200 meter 22,2
- Sølv 1937 400 meter 50,3
- Guld 1936 100 meter 10,9
- Sølv 1936 200 meter 22,2

## Personlige rekorder
- 100 meter: 10,6 1937 dansk rekord
- 200 meter: 22,1 1937
- 200 meter: 49,4 1937